# Kinh tế México
Kinh tế Mexico là một trong những nền kinh tế lớn nhất thế giới, đứng thứ 15 trên thế giới. Kể từ cuộc khủng hoảng 1994, chính phủ México đã có những cải cách đáng kể về nền tảng kinh tế vĩ mô. México đã không chịu tác động nghiêm trọng của cuộc khủng hoảng Nam Mỹ 2002, và đã duy trì tích cực mặc dù thấp tỷ lệ tăng trưởng sau một thời gian ngắn trì trệ trong năm 2001. Moody's (trong tháng 3 2000) và Fitch IBCA (trong tháng 1 2002) đã chấm điểm đầu tư cho những khoản nợ chính phủ của México. Mặc dù có sự ổn định kinh tế vĩ mô chưa từng có trước đó, khiến cho lạm phát và lãi suất giảm xuống mức thấp kỷ lục trong khi thu nhập bình quân đầu người tăng lên, nhưng vẫn còn chênh lệch rất lớn giữa dân sống ở thành thị với dân ở nông thôn, giữa các tiểu bang phía bắc với phía nam, người giàu và người nghèo. Hiện nay chính phủ đang phải đối mặt với một số thách thức, bao gồm việc nâng cấp cơ sở hạ tầng, hiện đại hóa các hệ thống thuế và luật lao động, và giảm bất bình đẳng thu nhập.
Các ngành công nghiệp hiện đại và lĩnh vực dịch vụ phát triển nhanh, và quyền sở hữu tư nhân ngày càng được tôn trọng. Gần đây chính phủ đã tăng cạnh tranh trên thị trường dịch vụ cảng biển, đường sắt, viễn thông, cung cấp điện, khí đốt tự nhiên, phân phối, sân bay, với mục đích nâng cấp cơ sở hạ tầng. Vì là một nền kinh tế theo định hướng xuất khẩu, nên hơn 90% thương mại của México được thực hiện trong khuôn khổ của các hiệp định thương mại tự do (FTA) với hơn 40 quốc gia, bao gồm cả với Liên minh châu Âu, Nhật Bản, Israel, và nhiều nước Trung Mỹ và Nam Mỹ. FTA mang lại nhiều lợi ích nhất cho México là Hiệp định Thương mại Tự do Bắc Mỹ (NAFTA) được ký kết với chính phủ của Hoa Kỳ, Canada vào năm 1992 và có hiệu lực từ năm 1994. Trong năm 2006, thương mại México với hai đối tác của miền Bắc chiếm gần 90% của xuất khẩu và 55% số hàng nhập khẩu. Gần đây, Quốc hội Mexico đã thông qua các chương trình cải cách quan trọng về thuế, trợ cấp và tư pháp, cải cách về ngành công nghiệp dầu mỏ hiện đang được thảo luận. Theo Forbes Global danh sách 2000 công ty lớn nhất thế giới trong năm 2008, México đã có 16 công ty trong danh sách.

## Lịch sử
Sau 5 thập kỷ rối loạn chính trị kể từ khi giành được độc lập, 4 chính quyền liên tục của tổng thống Porfirio Díaz trong suốt 1/4 thế kỷ cuối cùng của thế kỷ 19 vẫn đã làm cho kinh tế México tăng trưởng mạnh mẽ. Kinh tế tăng trưởng được là nhờ đầu tư nước ngoài và người nhập cư Châu Âu, sự phát triển mạng lưới đường sắt hiệu quả và khai thác các nguồn tài nguyên thiên nhiên của đất nước. Năm 1900, GDP bình quân đầu người của México tương đương với của Argentina và Uruguay, gấp gần ba lần của Brasil và Venezuela. Tốc độ tăng trưởng kinh tế bình quân hàng năm thời kỳ 1876-1910 đạt 3,3%. Sự đàn áp và gian lận chính trị, sự bất bình đẳng tăng lên cực độ do hệ thống phân phối đất đai latifundios trong đó những đồn điền rộng lớn thuộc sở hữu của một số ít người, nhưng được canh tác bởi hàng triệu người nông dân chỉ được trả lương không xứng đáng và sống trong điều kiện tồi tàn, đã dẫn tới cuộc Cách mạng México (1910-1917), một cuộc xung đột vũ trang dẫn tới sự thay đổi mạnh mẽ về chính trị, xã hội, văn hoá và cơ cấu kinh tế trong thế kỷ 20 theo hướng dân chủ xã hội. Tuy nhiên, cuộc nội chiến đã để lại hậu quả nặng nề về kinh tế và dân số. Việc tái thiết đất nước đã diễn ra trong các thập kỷ tiếp theo.
Thời kỳ 1930-1970 được các sử gia kinh tế gọi là "Thần kỳ Mexico". Đây là thời kỳ mà tăng trưởng kinh tế dựa vào chiến lược công nghiệp hóa thay thế nhập khẩu. Các ngành công nghiệp trong nước được bảo hộ và thúc đẩy. Với chiến lược công nghiệp hóa thay thế nhập khẩu, México đã có sự bùng nổ kinh tế, các ngành công nghiệp của nước này nhanh chóng mở rộng sản xuất. Thay đổi quan trọng trong cơ cấu kinh tế bao gồm phân phối miễn phí đất cho nông dân theo khái niệm ejido, quốc hữu hóa dầu mỏ và các công ty đường sắt, việc giới thiệu các quyền lợi xã hội vào hiến pháp, sự ra đời của công đoàn lớn và nhiều ảnh hưởng, và nâng cấp cơ sở hạ tầng. Trong khi dân số tăng gấp đôi từ năm 1940 đến năm 1970, GDP bình quân đầu người tăng lên sáu lần.
Chiến lược công nghiệp hóa thay thế nhập khẩu đã phát huy hiệu quả cực điểm vào những năm 1960. Trong những năm 1970, các chính quyền của Echeverría và López Portillo đã cố gắng đưa các nội dung phát triển xã hội vào chương trình nghị sự của mình. Điều này đã làm tăng chi ngân sách nhà nước. Nhờ việc phát hiện các mỏ dầu lớn vào lúc giá dầu tăng cao và lãi suất quốc tế lại xuống thấp - thậm chí xuống mức âm - chính phủ đã quyết định đi vay trên các thị trường vốn quốc tế để đầu tư vào các công ty dầu mỏ quốc doanh, với hy vọng sẽ tạo ra nguồn thu nhập lâu dài để thúc đẩy phúc lợi xã hội. Thực tế, cách làm này đã cho phép tăng đáng kể chi tiêu công cộng, và tổng thống López Portillo đã tuyên bố rằng đã đến để học cách "quản lý sự thịnh vượng". México đã mạnh tay mở rộng việc sản xuất dầu mỏ, biến họ trở thành nước sản xuất và xuất khẩu dầu mỏ lớn thứ tư trên thế giới.
Trong giai đoạn 1981-1982, thế giới đã có những thay đổi đột ngột: giá dầu mỏ giảm do sản xuất thừa và lãi suất tăng. Năm 1982, tổng thống López Portillo ngay trước khi kết thúc nhiệm kỳ của mình, đã quyết định ngưng thanh toán nợ nước ngoài, phá giá đồng peso và quốc hữu hóa hệ thống ngân hàng, cùng với nhiều ngành công nghiệp khác đã bị ảnh hưởng nghiêm trọng bởi cuộc khủng hoảng, nhất là ngành luyện thép. Trong khi chiến lược thay thế nhập khẩu đã tạo ra một thời đại công nghiệp hóa trong những thập kỷ trước, thì trong những năm 1980 việc bảo hộ các ngành công nghiệp trong nước suốt một thời gian dài đã tạo ra một khu vực công nghiệp kém cạnh tranh và năng suất thấp.
Tổng thống de la Madrid là người đầu tiên trong hàng loạt các tổng thống bắt đầu triển khai thực hiện cải cách theo đường lối của chủ nghĩa tự do mới. Sau cuộc khủng hoảng năm 1982, những người cho vay không còn muốn quay lại México, và để củng cố cán cân vãng lai, chính phủ cực chẳng đã đành phá giá tiền tệ, dẫn tới nạn lạm phát chưa từng thấy, mà mức lạm phát cao lịch sử là vào năm 1987 tới 159,7%.
Bước đi đầu tiên trong quá trình tự do hoá thương mại là việc México ký Hiệp ước chung về thuế quan và mậu dịch (GATT) vào năm 1986. Trong suốt nhiệm kỳ tổng thống Salinas, nhiều doanh nghiệp nhà nước đã được tư nhân hóa. Năm 1992, Hiệp định Thương mại Tự do Bắc Mỹ đã được ký giữa Hoa Kỳ, Canada và México, và sau đó ký thêm hai lần bổ sung thêm về các tiêu chuẩn về môi trường và lao động. Hiệp định có hiệu lực từ ngày 1 tháng 1 năm 1994. Salinas cũng đã áp dụng việc kiểm soát chặt chẽ giá cả và tăng lương tối thiểu từng mức nhỏ qua đàm phán với công đoàn lao động nhằm mục đích kiềm chế lạm phát. Mặc dù thành công trong việc giảm lạm phát, nhưng chiến lực của ông đã dẫn tới tốc độ tăng trưởng kinh tế bình quân chỉ đạt 2,8% một năm. Hơn nữa, do chính sách cố định tỷ giá, đồng peso trở nên bị định giá quá cao, trong khi chi tiêu tiêu dùng tăng lên, khiến cho thâm hụt tài khoản vãng lai lên đến 7% GDP vào năm 1994. Thâm hụt được bù đắp bằng thu từ phát hành tesobonos một loại công cụ nợ được bảo hiểm thanh toán bằng đô la Mỹ. Cuộc nổi loạn Chiapas, vụ ám sát ứng cử viên tổng thống của đảng cầm quyền, Luis Donaldo Colosio và ám sát Tổng bí thư của Đảng và anh em của trợ lý-Tổng chưởng lý José Francisco Ruiz Massieu trong năm 1994, đã làm bất an nhà đầu tư. Họ ồ ạt bán tháo tesobonos, khiến cho Ngân hàng Mexico cạn kiệt dự trữ ngoại hối, trong khi đó đầu tư gián tiếp, chiếm đến 90% tổng số vốn đầu tư chảy vào México, đã đi ra khỏi đất nước nhanh cũng như khi chúng đã đi vào. Tình hình buộc chính quyền mới của Zedillo buộc phải từ bỏ việc cố định tỷ giá. Giá trị đồng peso đã bị mất giá và đất nước đã lâm vào cuộc khủng hoảng kinh tế trong tháng 12 năm 1994. Sự phát triển vượt bậc trong xuất khẩu, cũng như gói cứu trợ quốc tế thực hiện bởi tổng thống Hoa Kỳ Bill Clinton, đã giúp làm nhẹ bớt cho cuộc khủng hoảng. Trong chưa đầy 18 tháng, nền kinh tế đã được phát triển trở lại, và tỷ lệ tăng trưởng trung bình hàng năm 5,1% vào giữa những năm 1995 và 2000.
Tổng thống Zedillo và tổng thống Fox tiếp tục đường lối tự do hoá thương mại và trong thời gian họ cầm quyền, México đã ký kết một số FTA với các nước Mỹ Latinh và các nước Châu Âu, Nhật Bản và Israel, và cả hai ông đều cố gắng để duy trì sự ổn định kinh tế vĩ mô. Vì vậy, México đã trở thành một trong những nền kinh tế mở cửa lớn nhất thế giới về mặt thương mại, và nền kinh tế chuyển dịch cơ bản theo hướng phù hợp. Tổng giao dịch thương mại với Hoa Kỳ và Canada tăng gấp ba lần, và tổng số xuất khẩu và nhập khẩu gần như tăng gấp bốn lần vào giữa những năm 1991 và 2003. Bản chất của đầu tư nước ngoài cũng đã thay đổi từ gián tiếp sang đến trực tiếp (FDI).

## Các chỉ số kinh tế vĩ mô, tài chính và phúc lợi

### Nghèo đói
Sau cuộc khủng hoảng kinh tế năm 1994-1995, 50% dân số rơi vào nghèo đói. Tốc độ tăng trưởng nhanh chóng của xuất khẩu có được nhờ NAFTA và các thỏa thuận thương mại, và tái cơ cấu tài chính vĩ mô của chính quyền Zedillo và chính quyền Fox đã làm giảm đáng kể tỷ lệ hộ nghèo: Theo Ngân hàng Thế giới, nghèo đói đã giảm từ 24,2% năm 2000 xuống còn 17,6% trong năm 2004. Đặc biệt, trong các cộng đồng nông thôn tỷ lệ nghèo giảm từ 42% xuống còn 27,9% trong giai đoạn 2000-2004, trong khi tỷ lệ nghèo ở khu vực thành thị vẫn dậm chân ở mức 12%. Theo Ngân hàng Thế giới, trong năm 2004, 17,6% dân số của México sống ở mức rất nghèo, trong khi 21% sống ở mức nghèo vừa phải. Mặt khác, theo CIA Factbook, 13,8% dân số sống dưới ngưỡng nghèo, nếu đo bằng việc sử dụng thực phẩm để xác định nghèo đói.

### Kiều hối
Kiều hối - các khoản tiền do những người Mexico sống ở nước ngoài, chủ yếu là ở Hoa Kỳ, chuyển về cho gia đình họ ở Mexico - là một nguồn tài chính quan trọng đối với phát triển kinh tế của nước này. Khoản tài chính này lên tới 18 tỷ Đô la Mỹ trong năm 2005. Vào năm 2004, kiều hối đã trở thành nguồn thu từ nước ngoài lớn thứ hai sau xuất khẩu dầu thô, gần tương đương với vốn đầu tư trực tiếp nước ngoài (FDI) và lớn hơn doanh thu từ du lịch; và chiếm khoảng 2,5% GDP của quốc gia. 
Tốc độ tăng của kiều hối rất cao: nó đã trở nên nhiều gấp đôi so với mức năm 1997. Số lượng giao dịch kiều hối qua ngân hàng đã vượt quá 41 triệu lượt vào năm 2003, trong đó có 86% được thực hiện bằng cách chuyển giao điện tử.
Chính phủ México, biết rõ vai trò của kiều hối đối với nền kinh tế, đã bắt đầu phát hành một phiên bản nâng cấp của các Matrícula Consular de Alta Seguridad (MACS, High Security Consular Identification), một tài liệu nhận dạng do các lãnh sự quán México ở nước ngoài cấp. Tài liệu này hiện đang được chấp nhận như là một thẻ nhận dạng hợp lệ trong 32 tiểu bang Hoa Kỳ, cũng như các cơ quan, hàng ngàn cảnh sát, hàng trăm khách hàng ở các thành phố và quốc gia, cũng như các cơ sở ngân hàng.
Các bang nhận được nhiều kiều hối nhất trong năm 2004 là Michoacán, Guanajuato, Jalisco, Mexico và Puebla, cùng nhận được 45% tổng số kiều hối trong năm đó. Một số chính quyền tiểu bang, với sự hỗ trợ của chính phủ liên bang, đã triển khai thực hiện các chương trình để sử dụng một phần của kiều hối để chi cho các công trình công cộng. Theo chương trình này, được gọi là Dos por Uno (Hai với một), cứ với mỗi peso thu từ kiều hối, chính phủ liên bang và tiểu bang sẽ đầu tư thêm hai peso để xây dựng cơ sở hạ tầng tại các địa phương.

### Kinh tế vùng

Bản đồ HDI (2004)
0.80 và cao hơn
0,750–0,799
0,70–0,749

Chênh lệch giữa các vùng và bất bình đẳng thu nhập vẫn là một vấn đề ở México. Dù chỉ số phát triển con người (HDI) của tất cả các bang đều cao hơn 0,70 (tức là mức trung bình đến phát triển cao), song các bang miền Bắc và miền Trung có HDI cao hơn so với các bang miền Nam. Nuevo León và thành phố Mexico có HDI tương đương các nước Châu Âu, trong khi đó các bang Oaxaca và Chiapas tương tự như là của Syria hoặc Ai Cập. Tại cấp thành phố, chênh lệch thậm chí là lớn hơn: San Pedro Garza García ở Nuevo León có HDI tương đương của Tây Ban Nha, trong khi đó, Metlatonoc ở Guerrero lại có HDI tương đương của Malawi. Phần lớn các bang có trình độ phát triển cao (cao hơn 0,80) nằm ở miền Bắc (với những trường hợp ngoại lệ của Colima, Jalisco, Aguascalientes, thành phố Mexico, Querétaro, cũng như các tiểu bang miền Đông Nam như Quintana Roo và Campeche). Các tiểu bang kém phát triển (trình độ phát triển trung bình xét theo HDI, cao hơn 0,70) đều ở bờ biển Thái Bình Dương phía Nam (với ngoại lệ là Veracruz).
Xét theo tỷ trọng trong GDP của từng khu vực kinh tế (trong năm 2004), những vùng đóng góp lớn nhất trong nông nghiệp là Jalisco (9,7%), Sinaloa (7,7%) và Veracruz (7,6%); những vùng đóng góp lớn nhất trong sản xuất công nghiệp là thành phố Mexico (15,8%), Bang Mexico (11,8%) và Nuevo León (7,9%); những vùng đóng góp lớn nhất trong các ngành dịch vụ cũng là thành phố Mexico (25,3%), bang México (8,9%) và Nuevo León (7,5%).
Kể từ những năm 1980, nền kinh tế bắt đầu đỡ phân cực hơn; tốc độ tăng trưởng GDP bình quân hàng năm của thành phố Mexico giai đoạn 2003-2004 là nhỏ nhất trong tất cả địa phương, chỉ có 0,23%, với sự sa sút ghê gớm của các lĩnh vực nông nghiệp và công nghiệp. Tuy nhiên, nó vẫn còn chiếm 21,8% trong GDP của cả nước. Các tiểu bang với tốc độ tăng trưởng GDP cao nhất là Quintana Roo (9,04%), Baja California (8,89%), và San Luis Potosí (8,18%). Năm 2000, các đơn vị liên bang có GDP bình quân đầu người cao nhất ở México là thành phố Mexico (17.696 đô la Mỹ), Campeche (13.153 đô la Mỹ) và Nuevo León (13.033 đô la Mỹ); các tiểu bang có GDP bình quân đầu người thấp nhất là Chiapas (3.302 đô la Mỹ), Oaxaca (3.489 đô la Mỹ) và Guerrero (4.112 đô la Mỹ).

## Các thành phần của nền kinh tế
Tổng sản phẩm trong nước (GDP) theo sức mua tương đương (PPP) trong năm 2006 ước khoảng 1,134 nghìn tỷ đô la Mỹ, và GDP bình quân đầu người theo PPP đạt mức 10.600 đô la Mỹ. Dịch vụ là khu vực lớn nhất, chiếm 70,5% GDP, sau đó là công nghiệp với 25,7% (ước tính năm 2006). Sản xuất nông nghiệp chỉ chiếm 3,9% GDP (số liệu ước tính năm 2006). Lực lượng lao động México được ước tính là 38 triệu người, trong đó 18% là trong nông nghiệp, 24% trong ngành công nghiệp, và 58% trong các ngành dịch vụ (2003 ước tính).

### Nông nghiệp và sản xuất lương thực

#### Lịch sử
Sau cách mạng, México đã tiến hành cải cách nông nghiệp, căn cứ điều 27 của Hiến pháp. Cải cách đã chuyển giao đất và/hoặc phát ruộng đất miễn phí cho tá điền và các điền chủ nhỏ theo khái niệm về ejido. Chương trình này đã được mở rộng hơn nữa trong thời gian tổng thống Cárdenas cầm quyền trong thời gian những năm 1930 và tiếp tục vào những năm 1960 với các mức độ khác nhau. Các cải cách nông nghiệp tập thể, để đảm bảo người nông dân nhỏ có một phương tiện để họ có thể mưu sinh tồn tại, cũng gây ra hiện tượng sẻ nhỏ đất đai và thiếu vốn đầu tư, bởi vì những thửa ruộng công không thể đem thế chấp để vay. Để nâng cao năng suất lao động và mức sống ở nông thôn, Mexico đã sửa đổi hiến pháp vào năm 1992 để cho phép chuyển nhượng quyền sở hữu đất công cộng cho những nông dân đang canh tác trên đó. Do có thể cho thuê hoặc bán, các trang trại lớn cho phép đem lại tính kinh tế nhờ quy mô có điều kiện được thành lập. Ở một số bang miền Tây Bắc (chủ yếu ở Sinaloa) đã có những trang trại cơ giới hóa lớn. Tuy nhiên, việc tư nhân hoá của ejidos hãy còn tiến hành rất chậm tại các bang miền Trung và miền Nam, nơi mà đa số tiểu nông chỉ sản xuất cho nhu cầu bản thân.
Tính cho đến những năm 1990, Chính phủ khuyến khích sản xuất cơ bản cây trồng (cây chính là corn và hạt cà phê) bằng cách hỗ trợ duy trì và kiểm soát giá cả hàng nhập khẩu thông qua National Company for Popular Subsistence (CONASUPO). Với tự do hoá thương mại, tuy nhiên, CONASUPO đã từng bước đã được giỡ bỏ và hai cơ chế mới đã được triển khai thực hiện: Alianza và Procampo. Alianza cung cấp các khoản thanh toán thu nhập và ưu đãi cho các cơ giới và nâng cao hệ thống thủy lợi. Procampo là thu nhập từ chuyển nhượng tài trợ cho nông dân. Điều này cung cấp các chương trình hỗ trợ cho 3,5 triệu nông dân người sản xuất cơ bản hàng hóa (chủ yếu là ngô), và các đại diện 64% của tất các nông dân, với một khoản thanh toán chuyển khoản thu nhập cố định cho mỗi đơn vị diện tích của đất cắt. Điều này được báo là gia tăng đáng kể trong thời gian tổng thống Fox cầm quyền, chủ yếu để sản xuất ngô trắng để góp phần giảm bớt số lượng hàng nhập khẩu từ Hoa Kỳ. Chương trình này đã thành công, và trong năm 2004, chỉ khoảng 15% là hàng nhập khẩu ngô trắng – nó được sử dụng cho những người tiêu dùng và các loại hình chủ yếu là phát triển ở México – như là trái ngược với 85% loại màu vàng và bắp bị loại bỏ - một trong những thứ để sử dụng cho thức ăn chăn nuôi, và đó là không đủ để sản xuất ở México.

#### Tầm quan trọng của nông nghiệp đối với kinh tế Mexico
Nông nghiệp đóng góp một tỷ lệ phần trăm nhất định của GDP và được ổn định giảm dần, và bây giờ là phần của những nước phát triển, trong đó nó phát huy một vai trò không nhỏ hơn trong nền kinh tế. Trong năm 2006, sản xuất nông nghiệp chỉ chiếm 3,9% GDP, xuống từ 7% năm 1980, và 25% trong năm 1970. Tuy nhiên, do cấu trúc của các di tích lịch sử ejidos, nông nghiệp vẫn còn sử dụng một lượng lao động tương đối cao, tỷ lệ phần trăm của lực lượng lao động: 18% trong năm 2003, trong đó chủ yếu là phát triển cơ bản cho các cây trồng để duy trì tồn tại, so với 2-5% tại các quốc gia phát triển, trong đó sản xuất là rất cao đã được cơ giới hóa.

#### Cây trồng
Mặc dù là một vùng nguyên liệu trong thành phần chế độ ăn uống của México, lợi thế so sánh của México trong nông nghiệp là không có trong bắp, nhưng là lại có trong nghề làm vườn, trái cây nhiệt đới, và rau quả. Người thương thuyết của NAFTA mong rằng thông qua tự do hoá và cơ giới nông nghiệp hai phần ba việc sản xuất ngô của México sẽ tự nhiên chuyển từ sản xuất ngô bằng tự nhiên sang dụng cụ làm vườn và các lao động khác - chẳng hạn như các cây trồng hoa quả, hạt, rau quả, cà phê và mía. Trong khi nhờ sử dụng dụng cụ làm vườn mà thương mại đã tăng mạnh tới NAFTA, nó đã không hấp thu thay đổi lao động sản xuất từ bắp (ước tính khoảng 600,000). Hơn nữa, bắp sản xuất vẫn ổn định, đã có (đạt 20 triệu tấn), như là một kết quả của việc hỗ trợ thu nhập cho nông dân, chứng tỏ, hoặc một sự miễn cưỡng để bỏ một truyền thống lâu đời ở México: không chỉ có nông dân trồng ngô cho thiên niên kỷ, ngô originated ở México. Ngay cả ngày hôm nay, México vẫn là quốc gia sản xuất các sản phẩm ngô lớn thứ tư trên thế giới.
Khu vực dành riêng cho khoai tây đã thay đổi nhỏ từ năm 1980 và sản lượng trung bình tăng gần gấp ba lần kể từ năm 1961. Sản xuất đạt tới một kết quả ghi là 1,7 triệu tấn trong năm 2003. Bình quân đầu người tiêu thụ khoai tây ở México đứng ở 17 kg một năm, rất thấp so với ngô đã thu hẹp lại ở mức 400 kg. Trung bình, trang trại khoai tây ở México có diện tích lớn hơn diện tích trồng các loại cây lương thực cơ bản. Sản xuất khoai tây ở México là chủ yếu cho các mục đích thương mại; sản xuất cho các hộ gia đình tiêu thụ là rất nhỏ.
Khoảng 160.000 cỡ nhỏ và trung bình người nông dân trồng mía trong 15 tiểu bang México, hiện tại đang có 57 nhà máy đường xung quanh đất nước. Ngành công nghiệp đường của México có đặc trưng là chi phí sản xuất cao và thiếu vốn đầu tư. México sản xuất đường nhiều hơn mức tiêu thụ.

### Công nghiệp

Volkswagen lắp ráp máy tự động tại Puebla

Lĩnh vực công nghiệp cũng như một toàn thể nền kinh tế đã hưởng lợi từ tự do hoá thương mại, trong năm 2000 công nghiệp chiếm gần 90% của tất cả các hàng xuất khẩu.
Ngành công nghiệp ô tô là một trong số các ngành công nghiệp sản xuất quan trọng nhất ở México, có các tiêu chuẩn chất lượng được quốc tế công nhận. Các ngành ô tô ở México khác từ các quốc gia Mỹ Latinh và những quốc gia đang phát triển trong này không có chức năng như là chỉ nhà sản xuất lắp ráp. Các ngành công nghiệp sản xuất có thành phần công nghệ phức tạp và tham gia trong một số nghiên cứu và phát triển các hoạt động. "Ba ông lớn" (General Motors, Ford và Chrysler) đã hoạt động tại México kể từ những năm 1930, trong khi Volkswagen và Nissan đã xây dựng các nhà máy trong những năm 1960. Muộn hơn, Toyota, Honda, BMW, và Mercedes-Benz cũng đã tham gia. Do các yêu cầu cao của các thành phần Bắc Mỹ trong các ngành công nghiệp, nhiều người châu Âu và người châu Á một phần trong các nhà cung cấp đã chuyển đến México: ở Puebla trơ trọi, 70 thành phần cụm công nghiệp bao quanh Volkswagen. Tương đối nhỏ các ngành công nghiệp xe hơi trong nước vẫn còn là đại diện của DINA Camiones S.A. de C.V., hãng mà đã xây dựng cho các xe buýt và xe tải gần nửa thế kỷ và những chiếc xe hơi của công ty xây dựng Mastrettadesign với các chủng loại xe hơi Mastretta MXT.
Một số lớn các ngành công nghiệp của México bao gồm Cemex, tập đoàn xi măng lớn thứ ba trên thế giới; các ngành công nghiệp rượu nước giải khát, lớn trên cả thế giới-bao gồm cả tay chơi nổi tiếng giống như Grupo Modelo; các tập đoàn kinh tế giống như FEMSA, trong đó ngoài sở hữu chỗ làm rượu bia và chuỗi cửa hàng tiện lợi OXXO, cũng là lớn thứ hai trên thế giới Coca-Cola người/chai; Gruma, lớn nhất sản xuất các sản phẩm bột ngô và tortillas trên thế giới; và Grupo Bimbo, Telmex, Televisa, trong số rất nhiều những hãng khác. Trong năm 2005, theo Ngân hàng thế giới, công nghiệp sản xuất công nghệ cao đại diện 19,6% tổng số xuất khẩu.
Maquiladora (các nhà máy Mexico nhập khẩu nguyên vật liệu và sản xuất hàng hoá xuất khẩu) đã trở thành bước ngoặt trong thương mại của México. Điều này ngành đã hưởng lợi từ NAFTA, trong đó thu nhập thực tế trong lĩnh vực Maquiladora đã tăng lên 15,5% từ năm 1994, mặc dù từ nhiều lĩnh vực phi Maquiladora đã phát triển nhanh hơn. Với niềm tin phổ biến, điều này không gây nên được bất ngờ kể từ khi những sản phẩm của Maquiladora có thể nhập vào Hoa Kỳ nhiệm vụ miễn phí từ những năm 1960 thỏa thuận ngành công nghiệp. Các ngành khác hiện nay được hưởng lợi từ các thỏa thuận thương mại tự do, và chia sẻ về xuất khẩu từ các tiểu bang không biên giới đã tăng lên trong 5 năm qua, trong khi chia sẻ về xuất khẩu từ Maquiladora - biên giới tiểu bang đã giảm xuống.
Hiện nay México là nơi tập trung chủ yếu trong việc phát triển ngành công nghiệp hàng không và lắp ráp của máy bay lên thẳng và thân máy bay phản lực nội địa đang diễn ra. Các doanh nghiệp nước ngoài như: MD Helicopters và Bombardier đã chế tạo máy bay lên thẳng và tương đương với thân máy bay phản lực nội địa ở México. Mặc dù ngành công nghiệp máy bay của México hầu hết là thuộc nước ngoài, cũng như là ngành công nghiệp xe hơi, các doanh nghiệp México đã được thành lập như là Aeromarmi, nó tham gia chế tạo những cánh quạt máy bay nhẹ, và Hydra Technologies, trong đó xây dựng những Unmanned Aerial Vehicle như là S4 Ehécatl.
Khi so sánh với Hoa Kỳ hoặc quốc gia ở Tây Âu thì một khu vực lớn hơn kinh tế công nghiệp của México là sản xuất lương thực trong đó bao gồm nhiều lớp học thế giới các công ty nhưng khu vực công nghiệp chưa phát triển. Có những quốc gia mà đã trở thành thương hiệu quốc tế và địa phương Mom và Pop sản xuất nhưng còn trong sản xuất giữa.

### Năng lượng và tài nguyên khoáng sản
Tài nguyên khoáng sản là các "nation's property" (i.e. công khai tài sản) theo hiến pháp. Như vậy, năng lượng là lĩnh vực quản lý của chính phủ với mức độ đầu tư tư nhân khác nhau. México là nhà nhà sản xuất dầu mỏ lớn thứ sáu ở trên thế giới, với 3,7 triệu thùng mỗi ngày. Pemex, công ty của nhà nước chịu trách nhiệm quản lý nghiên cứu, khai thác và kinh doanh dầu mỏ, là công ty lớn nhất (dầu mỏ hoặc khác hơn) ở Mỹ Latin, tạo ra $ 86 tỷ đô la Mỹ doanh thu trong một năm, một số tiền lớn hơn GDP của một số lĩnh vực của các quốc gia.
Tuy nhiên, các công ty dầu mỏ bị đánh thuế nặng nề, đó là một nguồn thu đáng kể cho các chính phủ, chiếm gần 62% doanh số bán hàng của công ty. Nếu không có đủ tiền để tiếp tục đầu tư vào tìm kiếm nguồn mới hoặc nâng cấp cơ sở hạ tầng, và đang được bảo vệ theo hiến pháp từ đầu tư tư nhân trong và đầu tư nước ngoài, có dự đoán một số công ty có thể phải đối mặt thể chế sụp đổ. Trong khi các ngành công nghiệp dầu mỏ vẫn còn thích hợp cho ngân sách của chính phủ, tầm quan trọng của nó trong GDP của cả nước và ổn định xuất khẩu đã giảm kể từ những năm 1980. Năm 1980 xuất khẩu dầu mỏ chiếm 61,6% tổng xuất khẩu; năm 2000 nó đã chỉ đạt 7.3%.

### Dịch vụ

#### Tổng quát
Các ngành dịch vụ được ước tính đóng góp vào tài khoản 70,5% trong GDP của đất nước, và sử dụng 58% lao động của dân số hiện tại. Lĩnh vực này bao gồm giao thông vận tải, thương mại, kho bãi, nhà hàng và khách sạn, nghệ thuật và vui chơi giải trí, y tế, giáo dục, tài chính và dịch vụ ngân hàng, viễn thông công cộng cũng như quản lý và bảo vệ. Ngành dịch vụ của México lĩnh vực là thế mạnh, và vào năm 2001 thay thế Brasil như là quốc gia lớn nhất trong ngành dịch vụ của Mỹ Latin trong điều kiện đồng đô la.

#### Du lịch
Du lịch là một trong những ngành công nghiệp quan trọng nhất ở México. Nó là yếu tố lớn thứ tư của dất nước trao đổi với nước ngoài. México là nước lớn thứ tám trên thế giới về lượng khách du lịch viếng thăm (với hơn 20 triệu khách du lịch trong một năm).

#### Ngành tài chính

##### Hệ thống ngân hàng
Theo IMF: México có hệ thống ngân hàng mạnh, trong đó có các ngân hàng tư nhân là có lợi nhuận và tư bản hóa tốt. Ngành tài chính và ngân hàng ngày càng bị thống trị bởi các công ty nước ngoài hoặc bị sáp nhập vào các công ty nước ngoài và các công ty México ngoại trừ các công ty danh tiếng của Banorte. Việc mua lại Banamex, một trong những tổ chức tài chính lâu đời nhất còn sót lại ở México, bởi Citigroup là công ty sáp nhập lớn nhất Hoa Kỳ-México, tại mức $12.5 tỷ đô la Mỹ. Mặc dù vậy, các tổ chức tài chính lớn nhất tại México là Bancomer liên quan đến BBVA của Tây Ban Nha.
Quá trình xây dựng cơ sở hạ tầng trong ngành tài chính tại México đã phát triển đồng thời với những nỗ lực tự do hoá tài chính và xen thêm nền kinh tế đầy đủ vào thị trường thế giới. Trong thời gian những năm gần đây, có một làn sóng của việc mua lại bởi các cơ sở giáo dục nước ngoài như: Hoa Kỳ đã dựa vào Citigroup, BBVA của Tây Ban Nha và HSBC của Vương quốc Anh. Hiện diện của họ, cùng với một khuôn khổ quy định tốt hơn, đã cho phép hệ thống ngân hàng củaMéxico phục hồi từ năm 1994-1995 việc mất giá của đồng Peso. Cho vay cho cộng đồng và khu vực tư nhân đang gia tăng và như vậy là năng động trong lĩnh vực bảo hiểm, cho thuê và thế chấp. Tuy nhiên, tài khoản tín dụng ngân hàng chỉ chiếm 22% GDP, là mức thấp đáng kể so với 70% ở Chile. Tín dụng cho ngành nông nghiệp đã giảm 45,5% trong sáu năm (từ năm 2001 đến năm 2007), và bây giờ đại diện cho khoảng 1% tổng số cho vay của ngân hàng. Các thể chế quan trọng bao gồm tiền tiết kiệm và cho vay, tín dụng công đoàn, ngân hàng phát triển chính phủ, "non-bank banks", bảo lãnh kho bãi, công ty trái phiếu và trao đổi các doanh nghiệp nước ngoài.
Một làn sóng của việc mua lại đã khiến cho ngành tài chính của México rơi vào trong tay của nước ngoài. Các ngân hàng nước ngoài của họ hoạt động với các chi nhánh cạnh tranh với các doanh nghiệp hoạt động độc lập về tài chính như các ngân hàng thương mại, môi giới chứng khoán và nhà ở, các công ty bảo hiểm, quỹ hưu trí của các quản trị viên, cùng các quỹ và các công ty cho thuê. Các tổ chức quan trọng bao gồm tổ chức tiền tiết kiệm và cho vay, các tổ hợp tín dụng, ngân hàng phát triển của chính phủ, "non-bank banks", bảo lãnh kho bãi, trái phiếu các công ty trong và ngoài nước - các doanh nghiệp trao đổi.

##### Thị trường chứng khoán
México đã có một thị trường chứng khoán, sở giao dịch chứng khoán México (Bolsa Mexicana de Valores, được gọi là BOLSA). Thị trường đã phát triển vững chắc, với những chỉ số chính tăng hơn 150% trong năm 2003-2005. Nó là nơi diễn ra trao đổi chứng khoán lớn thứ hai của Mỹ Latin, chỉ sau Brasil. Tuy nhiên, các BOLSA vẫn còn tương đối nhỏ so với những nơi trao đổi khác ở Bắc Mỹ. Sở giao dịch chứng khoán New York lớn hơn nó khoảng 100 lần; Sở giao dịch chứng khoán Toronto lớn hơn nó sáu lần.
Indice de Precios y Cotizaciones (IPC, chỉ số bình quân chung) là dãy đánh dấu cổ chỉ mục phiếu trên BOLSA. Trong năm 2005, IPC đã biến động 37.8%, đạt được 17.802,71 điểm từ 12.917,88 điểm, đã tăng trở lại với nền kinh tế México mạnh mẽ hơn và lãi suất thấp hơn. Nó tiếp tục tăng qua các mốc vào đầu năm 2006, và đạt tới 19.272,63 điểm vào cuối tháng 3 năm 2006. Các thị trường chứng khoán cũng gửi một bản ghi thấp tỷ lệ việc làm, theo các ngân hàng trung ương. Thị trường chứng khoán địa phương capitalisation tổng US$236bn tại cuối năm 2005, tăng từ US$170bn tại cuối năm 2004. Kể từ tháng 3 năm 2006 đã có 135 công ty được liệt kê, giảm từ 153 công ty so với năm trước. Chỉ nắm chắc danh sách các công ty là nước ngoài. Hầu hết là từ thành phố Mexico hoặc Monterrey; các công ty từ hai thành phố trên chiếm 67% tổng số danh sách các công ty.
IPC bao gồm một mẫu của 35 cổ phiếu trọng yếu của họ trên thị trường capitalisation. Những cổ phiếu có giá trị cao là hãng viễn thông Hoa Kỳ, tổ chức quản lý công ty với công ty điện thoại di động lớn nhất của Mỹ Latin, América Móvil; Telefonos de Mexico, công ty điện thoại lớn nhất của México; Grupo Bimbo, hãng sản xuất bánh mì lớn nhất của México và Mỹ Latin; và Wal-Mart de México, một chi nhánh bán lẻ khổng lồ của Hoa Kỳ. Mẫu cỏo phiếu của IPC được điều chỉnh sáu tháng một lần, với lựa chọn nhằm mục đích bao gồm hầu hết các nước trong điều khoản của cổ phiếu có giá trị, khối lượng và số lượng kinh doanh.
Thị trường chứng khoán của México là liên kết chặt chẽ để phát triển tại Hoa Kỳ. Vì vậy, sự dễ thay đổi ở trao đổi cổ phiếu New York và NASDAQ, cũng như thay đổi tỷ lệ lãi suất và kỳ vọng kinh tế ở Hoa Kỳ, có thể chỉ đạo việc thực hiện của Mexican equities. Điều này là cả hai bởi vì của nền kinh tế bị lệ thuộc của México vào Hoa Kỳ và khối lượng lớn của kinh doanh ở Mexican equities qua American Depositary Receipts (ADRs). Hiện tại, sự suy giảm trong giá trị của đồng đô la khiến cho không phải chỉ thị trường Hoa Kỳ mà còn bao gồm cả thị trường của México, hấp dẫn hơn.
Mặc dù gần đây đạt được một số lợi nhuận, các nhà đầu tư vẫn thận trọng trong việc đầu tư lần thứ hai-Phát hành lần đầu ra công chúng (IPO). Những người mua thông tin mới đã thất vọng sau khi giá giảm xuống trong rất nhiều loại hình kích cỡ các công ty làm dịch vụ trong năm 1996 và 1997. IPO hoạt động ở México vẫn còn ấm và trên thị trường thứ hai - cho các tầng IPO là nhìn thấy vừa đủ sống. Đã có ba IPO trong năm 2005.

## Các chính sách chính phủ và Ngân hàng trung ương
Banco de México là ngân hàng trung ương của México, một tổ chức công cộng được tự điều khiển bởi nội bộ với thống đốc ngân hàng được tổng thống bổ nhiệm và được chấp thuận bởi lập pháp mà nó có thể hoàn toàn chịu trách nhiệm. Banco de México's có chức năng đã được vạch ra trong bài viết thứ 28 của Hiến pháp và tiếp tục được mở rộng trong luật tiền tệ của Liên hiệp Mexico. Banco de México's có mục tiêu chính là để đạt được sự ổn định trong sức mua của các loại tiền tệ quốc gia. Đó cũng là người cho vay cứu cánh cuối cùng.

### Chính sách tiền tệ
México có một chế tỷ giá thả nổi. Nguồn gốc của cơ chế tỷ giá thả nổi với các cải cách bắt đầu sau việc đồng peso sụp đổ vào tháng 12 năm 1994 sau đó đã có một tham gia không bền để một dải ngắn. Theo hệ thống mới, Banco de México bây giờ không đưa ra cam kết với cấp độ của các tỷ lệ trao đổi Peso, mặc dù nó có phải sử dụng một cơ chế tự động để tích lũy nghiệp nước ngoài. Nó cũng có các công cụ nhằm mục đích smoothing out volatility. Ủy ban tỷ lệ tỷ giá ngoại tệ đặt ra những chính sách; nó được tạo ra trong sáu thành viên- ba người từ Bộ Tài chính và Tín dụng công cộng (Secretaría de Hacienda y Crédito Publico—SHCP) và ngân hàng trung ương, với SHCP đang nắm giữ những quyết định bình chọn.
Trong tháng 8 năm 1996, Banco de México bắt đầu một cơ chế để thu mua ngoại tệ nước ngoài khi đồng Peso là mạnh, mà không cần đưa ra những tín hiệu về một thị trường mục tiêu nhiều cho việc trao đổi tỷ lệ. Các kết quả cao của việc dự trữ, chủ yếu là doanh thu từ dầu mỏ, đã giúp cải thiện các điều khoản và điều kiện về nợ México nơi trên thị trường nước ngoài. Tuy nhiên, có mối quan tâm rằng chính phủ quá dựa rất nhiều vào thu nhập từ dầu mỏ để xây dựng một cơ sở dự trữ mạnh. Theo ngân hàng trung ương, dự trữ quốc tế đã đứng tại mức $75.8 tỷ đô la Mỹ trong năm 2007. Trong tháng 5 năm 2003, Banco de México đưa ra một chương trình để bán đô la Mỹ thông qua một cuộc đấu giá hàng tháng, với mục tiêu duy trì ổn định, nhưng vừa, mức độ dự trữ.
Từ ngày 1 tháng 4 năm 1998 đến ngày 1 tháng 4 năm 2008, các thương mại xung quanh đồng Peso có một loạt các thay đổi từ $ 8.46 cho mỗi $ MXN trên 1,00 USD vào 21 tháng 4 năm 1998 đến $ 11,69 cho mỗi MXN $ 1,00 USD vào tháng 11 năm 2004, 10 năm đỉnh khấu hao 38,18% giữa hai thái cực tham chiếu ngày trước khi khôi phục.
Sau khi một cuộc tấn công của cuộc khủng hoảng tín dụng nhanh ở Hoa Kỳ trong tháng 10 năm 2008, đồng Peso đã có một tỷ giá trong suốt thời gian 1 tháng 10 năm 2008 đến 1 tháng 4 năm 2009 dao động từ cao nhất đến thấp nhất giữa $ 10.96 MXN $ 1,00 USD cho mỗi vào ngày 1 tháng 10 năm 2008 đến $ 15,42 cho mỗi MXN $ 1.00 USD trong ngày 9 tháng 3 năm 2009, một đỉnh ytd khấu hao của 28,92% những người trong thời gian sáu tháng giữa hai ngày cực tham khảo trước khi khôi phục.
Từ $ 11,69 tỷ lệ thấp trong thời gian 2004 đến $ 15,42 tỷ lệ thấp trong thời gian 2009, giảm giá đồng peso 31,91% trong đó bao gồm span the US recession coinciding Chiến tranh Iraq năm 2003 và 2004 đến Hoa Kỳ & khủng hoảng tín dụng toàn cầu năm 2008.
Bao gồm một số chuyên gia phân tích tại Goldman Sachs người coined thuật ngữ BRIC trong tham chiếu đến tăng trưởng kinh tế của Brasil, Nga, Ấn Độ, và Trung Quốc cho mục đích tiếp thị cho rằng México là có được lần thứ 5 hay 6. Nền kinh tế lớn nhất trên thế giới vào năm 2050, phía sau Trung Quốc, Hoa Kỳ, Ấn Độ, Brasil, và có thể Nga.

### Hệ thống tiền tệ
Chính sách tiền tệ của México đã được sửa đổi sau cuộc khủng hoảng tài chính năm 1994-1995, khi các nhà lãnh đạo nhà nước đã quyết định rằng việc duy trì sự ổn định giá chung là cách tốt nhất để góp phần vào việc duy trì tốc độ tăng trưởng của việc làm và hoạt động kinh tế. Kết quả là, Banco de México đã là mục tiêu chính trong việc duy trì sự ổn định sức mua của peso. Nó đặt ra một mục tiêu lạm phát, mà nó đòi hỏi phải định lượng tương ứng để thiết lập mục tiêu cho sự tăng trưởng của tiền tệ cơ sở và mở rộng mạng lưới tín dụng trong nước.
Các ngân hàng trung ương cũng giám sát và theo dõi sự tiến triển của một số chỉ tiêu kinh tế, chẳng hạn như tỷ giá trao đổi, sự khác biệt giữa bị quan sát và dự kiến lạm phát, kết quả của cuộc điều tra trong cộng đồng và các nhà chuyên môn về lạm phát kỳ vọng, phiên bản trên hợp đồng lao động tập thể, giá sản xuất, và số dư hiện tại và tài khoản vốn đầu tư.
Một cuộc tranh luận trên tiếp tục tăng lên nếu México nên chuyển sang một US-kiểu lãi suất-nhằm hệ thống mục tiêu. Quan chức chính phủ trong lợi ích của một sự thay đổi nói rằng hệ thống mới sẽ đem lại nhiều hơn trong việc kiểm soát lãi suất, đó là trở nên quan trọng hơn là cấp tín dụng tiêu dùng tăng.
Cho đến năm 2008, México được sử dụng một hệ thống duy nhất, trong các nước OECD, để kiểm soát lạm phát trong một cơ chế, gọi là corto (lit. "shortage") một cơ chế cho phép các ngân hàng trung ương đến ảnh hưởng của thị trường lãi suất rời hệ thống ngân hàng ngắn hạn của nó, hàng ngày nhu cầu về tiền bạc của một số tiền định trước. Nếu các ngân hàng trung ương muốn đẩy lãi suất cao hơn, nó tăng corto. Nếu nó muốn lãi suất thấp hơn, nó giảm các corto. Khởi đầu vào năm 2008, các ngân hàng trung ương sẽ thiết lập một referential lãi suất, như Federal Reserve Bank; Tuy nhiên sự chuyển đổi trong thời gian sẽ bao gồm việc sử dụng corto trong một số trường hợp.

## Thương mại
México là một nền kinh tế theo định hướng xuất khẩu. Đây là một điều quan trọng thể hiện sức mạnh thương mại như đo bằng giá trị của hàng hóa thương mại, và tạo ra cho đất nước số lượng lớn nhất các thoả thuận tự do thương mại. Trong năm 2005, México xếp thứ 15 trên thế giới về xuất khẩu hàng hóa và xếp thứ 12 trên thế giới về nhập khẩu hàng hóa với 12% hàng năm tăng tỷ lệ phần trăm trong tổng thương mại. Trong thực tế, từ năm 1991 đến năm 2005 thương mại của México tăng năm lần. México là nước xuất khẩu và nhập khẩu lớn nhất ở Mỹ Latin; trong năm 2005, riêng México đã xuất khẩu đạt $ 213,7 tỷ đô la Mỹ, gần tương đương với tổng xuất khẩu của Brasil, Argentina, Venezuela, Uruguay, và Paraguay. Tuy nhiên, thương mại của México được tổng hợp đầy đủ với các đối tác Bắc Mỹ: gần 90% xuất khẩu của México và 50% của nó là hàng nhập khẩu thương mại với Hoa Kỳ và Canada. Tuy nhiên, NAFTA đã không được sản xuất thương mại xoay hướng. Trong khi thương mại với Hoa Kỳ tăng 183% từ năm 1993-2002, và với Canada là 165%, các hợp đồng thương mại đã được hiển thị nhiều hơn cùng các kết quả ấn tượng: thương mại với Chile tăng 285%, với Costa Rica là 528% và Honduras là 420%. Thương mại với Liên Minh châu Âu đã tăng 105% so với cùng khoảng thời gian đó.

### Những hiệp định Thương mại tự do
México đã tham gia Hiệp ước chung về thuế quan và mậu dịch (GATT) trong năm 1986, và ngày nay là một hoạt động và tham gia xây dựng của Tổ chức thương mại thế giới. Trong nhiệm kỳ quản lý của tổng thống Fox đã thúc đẩy việc thành lập một Khu vực thương mại tự do châu Mỹ; Puebla phục vụ như là trụ sở tạm thời cho các đàm phán, và một số các thành phố khác hiện nay cho các ứng viên thường trực trụ sở, nếu đạt được thỏa thuận và triển khai thực hiện.

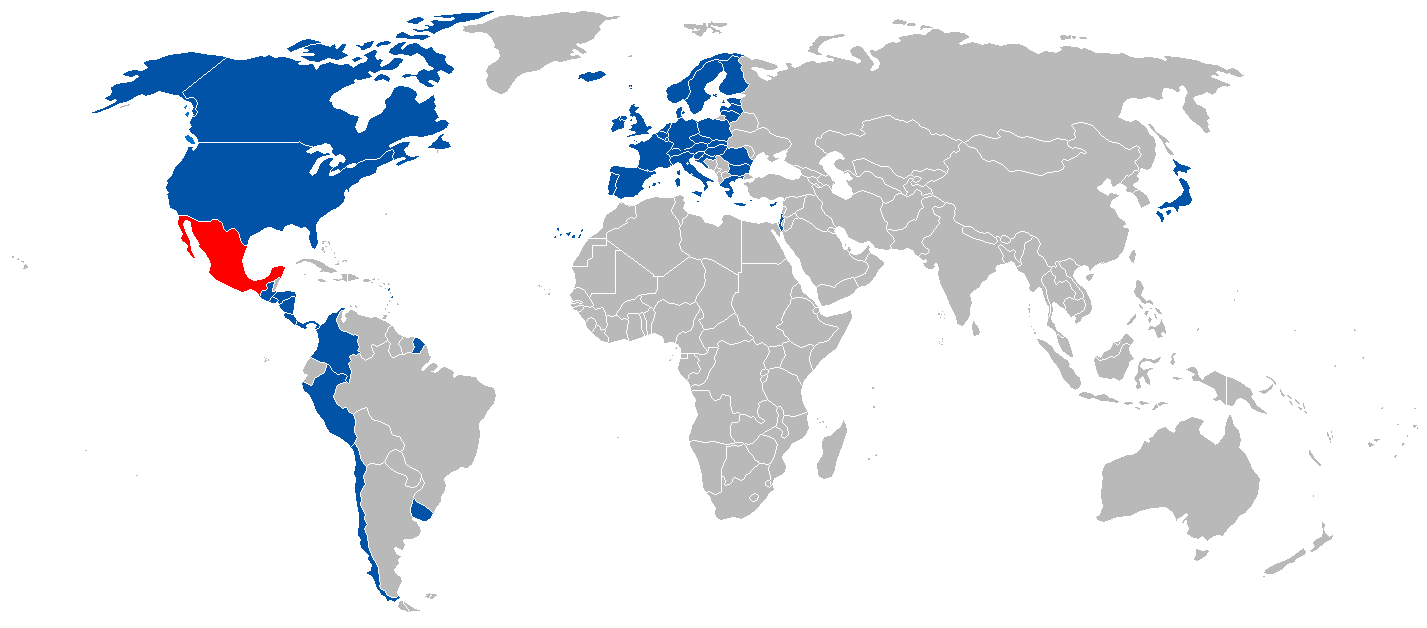
Các nước mà Mexico đã ký FTA

Mexico đã ký 12 Hiệp định thương mại tự do với 44 quốc gia:
- Hiệp định thương mại tự do Bắc Mỹ (NAFTA) (1994) với Hoa Kỳ và Canada;
- Grupo de los tres, Group of the three [countries], or G-3 (1995) với Colombia và Venezuela; sau đó quyết định để chấm dứt các thỏa thuận trong năm 2006; México với thông báo của họ chủ ý mời Ecuador, Peru hay Panama như là một thay thế;
- Hiệp định thương mại tự do với Costa Rica (1995);
- Hiệp định thương mại tự do với Bolivia (1995);
- Hiệp định thương mại tự do với Nicaragua (1998);

- Hiệp định thương mại tự do với Chile (1999);
- Hiệp định thương mại tự do với Liên minh châu Âu (2000);
- Hiệp định thương mại tự do với Israel (2000);
- TN Hiệp định thương mại tự do (2001), với Guatemala, El Salvador và Honduras;
- Hiệp định thương mại tự do với Hiệp hội thương mại tự do châu Âu (EFTA), tham gia bởi Iceland, Na Uy, Liechtenstein và Thụy Sĩ (2001);
- Hiệp định thương mại tự do với Uruguay (2004)
- Hiệp định thương mại tự do với Nhật (2005)

México đã thể hiện sự quan tâm của mình trở thành một liên kết cho các thành viên của Mercosur. Chính phủ Mexico cũng đã bắt đầu đàm phán với Hàn Quốc, Singapore, Pêru, và cũng mong muốn bắt đầu đàm phán với Úc cho một thỏa thuận thương mại giữa hai nước.

#### NAFTA

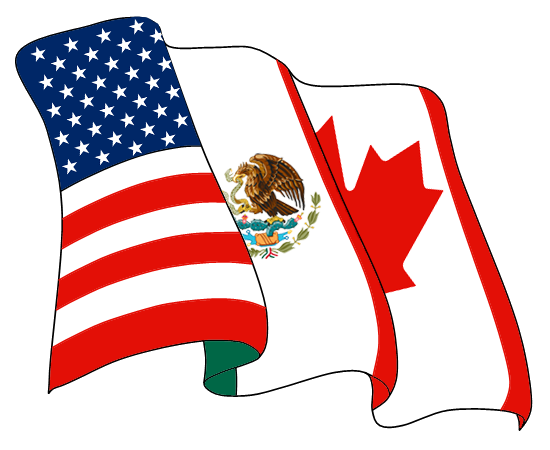
Biểu tượng NAFTA

Hiệp định thương mại tự do Bắc Mỹ (NAFTA) cho đến nay là hiệp định quan trọng nhất trong các Hiệp định thương mại của México, đã được ký kết thể hiện cả hai mặt tính quan trọng của tương hỗ thương mại với các đối tác cũng như trong phạm vi của nó. Không giống như phần còn lại của các Hiệp định thương mại tự do mà México đã ký, NAFTA thêm nữa là toàn diện trong phạm vi của nó và đã được bổ sung bởi Hiệp định Bắc Mỹ về hợp tác môi trường (NAAEC) và Hiệp định về hợp tác lao động Bắc Mỹ (NAALC).
Thỏa thuận NAAEC là một phản ứng của những người bảo vệ môi trường lo ngại rằng các công ty sẽ xin chỗ để México hoặc Hoa Kỳ sẽ có điều kiện thấp hơn các tiêu chuẩn của nó, nếu ba nước đã không đạt được một nhất trí quy định về môi trường. NAAEC, trong một mục tiêu nhằm mục đích để được nhiều hơn một bộ các quy định về môi trường, thành lập Ủy ban Bắc Mỹ về hợp tác môi trường (NACEC), một cơ chế cho các địa chỉ thương mại và các vấn đề môi trường, Ngân hàng Phát triển Bắc Mỹ (NADBank) cho việc hỗ trợ tài chính và đầu tư trong giảm thiểu ô nhiễm và Border Environmental Cooperation Commission (BECC). Ngân hàng NADBank và BECC đã cung cấp lợi ích cho kinh tế México bởi tài trợ 36 dự án, phần lớn trong các khu vực về nước. Bổ sung bởi NAFTA với NAAEC, nó đã được gắn nhãn "greenest" thỏa thuận thương mại.
NAALC bổ sung vào NAFTA nhằm tạo ra một nền tảng cho hợp tác giữa ba thành viên cho việc giải quyết các vấn đề về lao động, cũng như nhiều hơn để thúc đẩy hợp tác giữa công đoàn và các tổ chức xã hội trong cả ba nước, để đấu tranh cho cải thiện điều kiện lao động. Mặc dù hầu hết các kinh tế đồng ý rằng đó là khó khăn để đánh giá những tác động trực tiếp của các NAALC, đó là đồng ý rằng có được một hội tụ các tiêu chuẩn về lao động ở Bắc Mỹ. Do hạn chế của nó, tuy nhiên NAALC đã không được sản xuất (và trong thực tế đã không được để đạt được) hội tụ trong việc làm, tiền lương và các xu hướng sản xuất ở Bắc Mỹ.
Thỏa thuận ngắn gọn trong tư tưởng tự do di chuyển của người dân trên khắp ba quốc gia. Trong một giới hạn theo quy cách, tuy nhiên người nhập cư của Canada và México với tay nghề công nhân đến Hoa Kỳ đã được cho phép theo TN status. NAFTA cho phép đối với một danh mục các nghề, hầu hết mọi người nhập cư đều phải có ít nhất một văn bằng Đại học, do đó công dân México hoặc một công dân Canada có thể yêu cầu tạm thời và tình trạng di trú TN tới Hoa Kỳ. Không giống như yêu cầu về thị thực như các quốc gia khác, tình trạng TN không yêu cầu phải tài trợ, nhưng chỉ đơn giản là có một công việc như là cung cấp thư từ.
Toàn bộ lợi ích của NAFTA đã được hạn định bởi một số các nhà kinh tế, kết quả đã được báo cáo trong một số ấn phẩm như Ngân hàng Thế giới Số liệu thống kê cho các bài học từ NAFTA cho LA và Caribê, NAFTA's Impact on North America, và NAFTA đã đi thăm lại của Viện Kinh tế Quốc tế. Họ đánh giá rằng NAFTA đã đóng góp tích cực cho kinh tế México, giúp giảm tỷ lệ đói nghèo, thu nhập thực tế và lương có tăng, ngay cả sau khi tính toán cho cả cuộc khủng hoảng kinh tế năm 1994-1995. Tuy nhiên, họ cũng ghi rõ rằng nó là không đầy đủ, hoặc đủ nhanh để sản xuất kinh doanh tập trung, và cũng không phải để giảm tỷ lệ đói nghèo đáng kể hoặc để thúc đẩy cao hơn tỷ lệ tăng trưởng. Có một số đề xuất rằng, để hoàn toàn được hưởng lợi từ thoả thuận thì México cần đầu tư trong giáo dục và đẩy mạnh đổi mới cũng như tại cơ sở hạ tầng và sản xuất nông nghiệp.
Với niềm tin phổ biến, các chương trình maquiladora đã được đặt ở xa trước khi có NAFTA, trong một số ý nghĩa hẹn gặp tất cả các con đường trở về năm 1965. Một nhà sản xuất maquiladora hoạt động bằng nguyên liệu nhập khẩu vào México hoặc miễn thuế (NAFTA), hoặc tại một tỷ lệ giảm thuế trong một cơ sở tạm thời (18 tháng) và sau đó doanh nghiệp México bằng cách sử dụng tương đối ít tốn kém chi phí lao động để hoàn thành sản xuất hàng hoá phục vụ cho xuất khẩu. Trước khi có NAFTA các công ty maquiladora nhập khẩu nguyên liệu từ bất kỳ nơi nào trên thế giới được cho thuế thích hợp theo giá của chính phủ México trong lâu dài như là kết thúc tốt đẹp đã được xuất khẩu. Hoa Kỳ, trước khi có NAFTA, Maquiladora được cho phép, sản xuất hàng hóa để được nhập khẩu vào Hoa Kỳ với thuế suất chỉ áp dụng cho các giá trị của Hoa Kỳ không được sử dụng nguyên vật liệu để sản xuất cho tốt, vì vậy việc giảm thuế liên quan đến các quốc gia khác. NAFTA đã loại bỏ tất cả các thuế về hàng hoá giữa hai nước, nhưng maquiladora cho các ngành công nghiệp tăng đáng kể tỷ lệ thuế đối với hàng hóa có nguồn gốc từ bên ngoài NAFTA.
Do tổng khối lượng thương mại giữa México và Hoa Kỳ, chỉ có một số ít các tranh chấp thương mại, liên quan đến một lượng tương đối nhỏ số tiền đô la. Những tranh chấp nói chung là ổn định trong khối WTO hay NAFTA hoặc thông qua đàm phán giữa hai nước. Những lĩnh vực quan trọng nhất của xích mích liên quan đến vận tải, đường, high fructose corn syrup, và một số sản phẩm nông nghiệp khác.

### Thương mại Mexico thuận lợi & cạnh tranh
Một nghiên cứu, là một phần của dự án Trade Costs and Facilitation Project Lưu trữ ngày 30 tháng 5 năm 2008 tại Wayback Machine do Ngân hàng thế giới xuất bản cho thấy rằng México có tiềm năng để tăng dòng chảy thương mại và tăng trưởng kinh tế thông qua cải cách thương mại một cách dễ dàng. Nghiên cứu kiểm tra khả năng tác động của cải cách thương mại dễ dàng trong bốn khu vực: hiệu suất cảng, hải quan hành chính, công nghệ thông tin, các quy định môi trường (bao gồm cả các tiêu chuẩn).
Nghiên cứu các dự án tổng thể cho thấy lợi tức từ cải cách trong nước đã thu được kết quả là $ 31,8 tỷ đô la Mỹ, tương đương với 22,4% tổng số sản xuất của México để phục vụ cho xuất khẩu trong năm 2000-2003. Về mặt hàng nhập khẩu, con số tương ứng là $ 17,1 tỷ đô la Mỹ tương ứng với 11,2%. Gia tăng trong xuất khẩu, bao gồm cả dệt may, sẽ cho kết quả chủ yếu là từ các cải cách có hiệu quả của hiệu suất cảng và các quy định môi trường. Xuất khẩu các thiết bị phương tiện giao thông được dự kiến sẽ tăng bởi lợi ích lớn nhất từ cải cách trong hiệu suất cảng, trong khi xuất khẩu thực phẩm và phần lớn máy móc thiết bị sẽ đạt được kết quả từ các cải cách trong các quy định môi trường. Trong mặt hàng nhập khẩu, México cải thiện trong hiệu suất cảng sẽ xuất hiện cho được những yếu tố quan trọng, mặc dù các phương tiện giao thông cho hàng nhập khẩu thiết bị, cải tiến dịch vụ trong lĩnh vực cơ sở hạ tầng cũng cho thấy được tầm quan trọng của bản thân nó.